# Combined Charging System

De connector

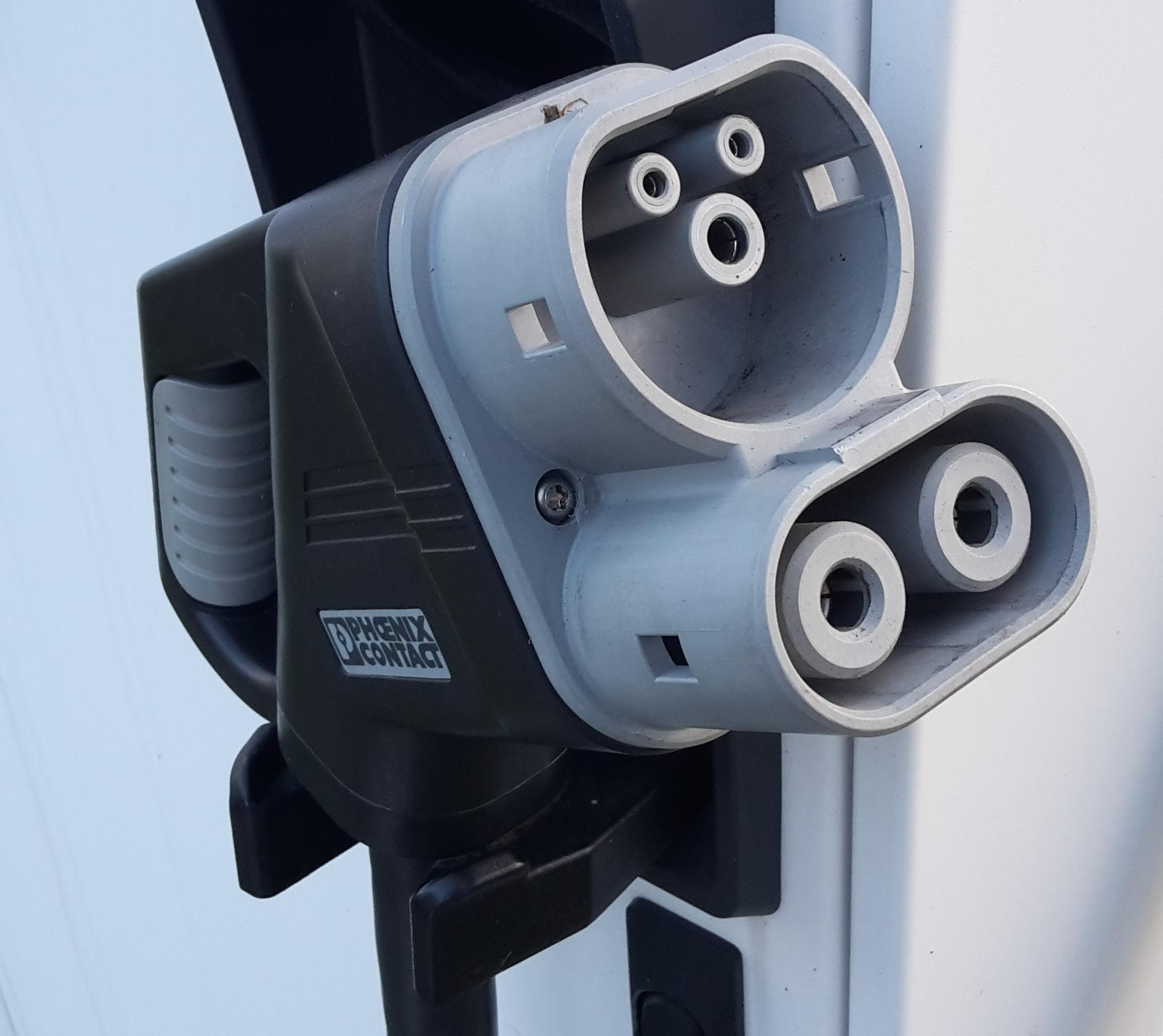
Combo 2 DC-stekker (125A)

Het Combined Charging System (CCS) is een connector voor elektrische voertuigen waarmee bij oplaadpunten zowel wisselstroom als gelijkstroom geladen kan worden.
Autofabrikanten Tesla, Volkswagen, Ford, General Motors, BMW, Daimler, Kia en Hyundai passen het systeem toe.
Er zijn twee typen connectors; type 1 is een versie gebaseerd op de Yazaki-connector die gebruikt wordt in de Verenigde Staten en Japan, type 2 is een variant op de Mennekes-stekker, een versie die in gebruik is in Europa.
Het CCS is gebaseerd op een open en universele standaard, en kan laden tot een maximaal vermogen van 400 kW via gelijkstroom op 150 tot 1000Vdc. In het CCS is ook voorzien in communicatie tussen de oplader en het voertuig, die onder meer kan worden gebruikt voor de Plug & Charge-functie (ISO15118). Met deze functie kan het opladen direct starten na authenticatie van het voertuig aan de (snel)laadpaal.
In het Combined Charging System worden alle bestaande laadmethodes ondersteund: één-fase AC laden, drie-fase snelladen, DC laden of DC snelladen.